# The Official Blow-Up
The Official Blow-Up är det svenska rockbandet Serial Cynics debut-EP, utgiven på blå 7"-vinyl 1997 på skivbolaget 7" Layer Recordings.

## Låtlista
ASida Ahhhhh...
1. "Just Say Go"
2. "Self-Pity"

BSida Arrgh!
1. "Visible Human Project"
2. "Gaia"

## Medverkade
- Anna Wagner - bas, sång
- Malin Olsen - trummor
- Malin Franzén - gitarr, sång

### Fotnoter
1. ↑  ”The Official Blow-Up”. Discogs.com. http://www.discogs.com/Serial-Cynic-The-Official-Blow-Up/release/1268006. Läst 15 september 2012.